# Лео Джеймс Рейнвотер
Лео Джеймс Рейнуотер (англ. Leo James Rainwater; 9 грудня 1917, Кансіл, Айдахо, США — 31 травня 1986, Нью-Йорк, США) — американський фізик, лауреат Нобелівської премії з фізики за 1975 «за відкриття взаємозв'язку між колективним рухом і рухом окремої частки в атомному ядрі й розвиток теорії будови атомного ядра, що базується на цьому взаємозв'язку» (спільно з Оге Нільсом Бором і Беном Роєм Моттельсоном).
Батько Рейнвотера помер у 1918 від іспанки. Рейнвотер здобув ступінь бакалавра з фізики в Калтеху в 1939 році. Після цього вступив до аспірантури в Колумбійський університет (США) і здобув ступінь доктора в 1946 році. Під час Другої світової війни він працював в атомному проєкті. 1949 року він розпочав розробку своєї теорії, згідно з якою не всі атомні ядра мають сферичну симетрію. Тези цієї теорії були пізніше перевірені й підтверджені в експериментах Бора та Моттельсона. Рейнвотер зробив також внесок у розуміння природи рентгенівських променів. Брав участь у роботі комісії з атомної енергії і дослідницьких проєктах ВМС США. З 1952 року працював на фізичному факультеті Колумбійського університету, де в 1982 році отримав посаду професора фізики імені Майкла Пупіна.